# Peurasaari (ö i Kinnula)
Peurasaari är en ö i Finland. Den ligger i sjön Kivijärvi och i kommunen Kinnula i den ekonomiska regionen  Saarijärvi-Viitasaari och landskapet Mellersta Finland, i den centrala delen av landet, 300 km norr om huvudstaden Helsingfors. Öns area är 3,6 hektar och dess största längd är 240 meter i sydväst-nordöstlig riktning.